# 6 nimmt!
6 nimmt! / ¡Toma 6! es un juego de cartas para 2–10 jugadores diseñado por Wolfgang Kramer en 1994 y publicado por Amigo Spiele. La versión francesa es distribuida por Gigamic. Este juego recibió el premio Deutscher Spiele Preis en 1994.

## Resumen
El juego contiene 104 cartas, cada una con un número y de uno a siete símbolos de cabezas de toro que representan puntos de penalización. Se juega una ronda de diez turnos en la que todos los jugadores colocan una carta de su elección sobre la mesa. Las cartas colocadas se organizan en cuatro filas según las reglas. Si se coloca en una fila que ya tiene cinco cartas, el jugador recibe esas cinco cartas, que cuentan como puntos de penalización que se suman al final de la ronda. Las rondas se juegan hasta que un jugador alcanza los 66 puntos, después de lo cual gana el jugador con menos puntos de penalización.

## Reglas

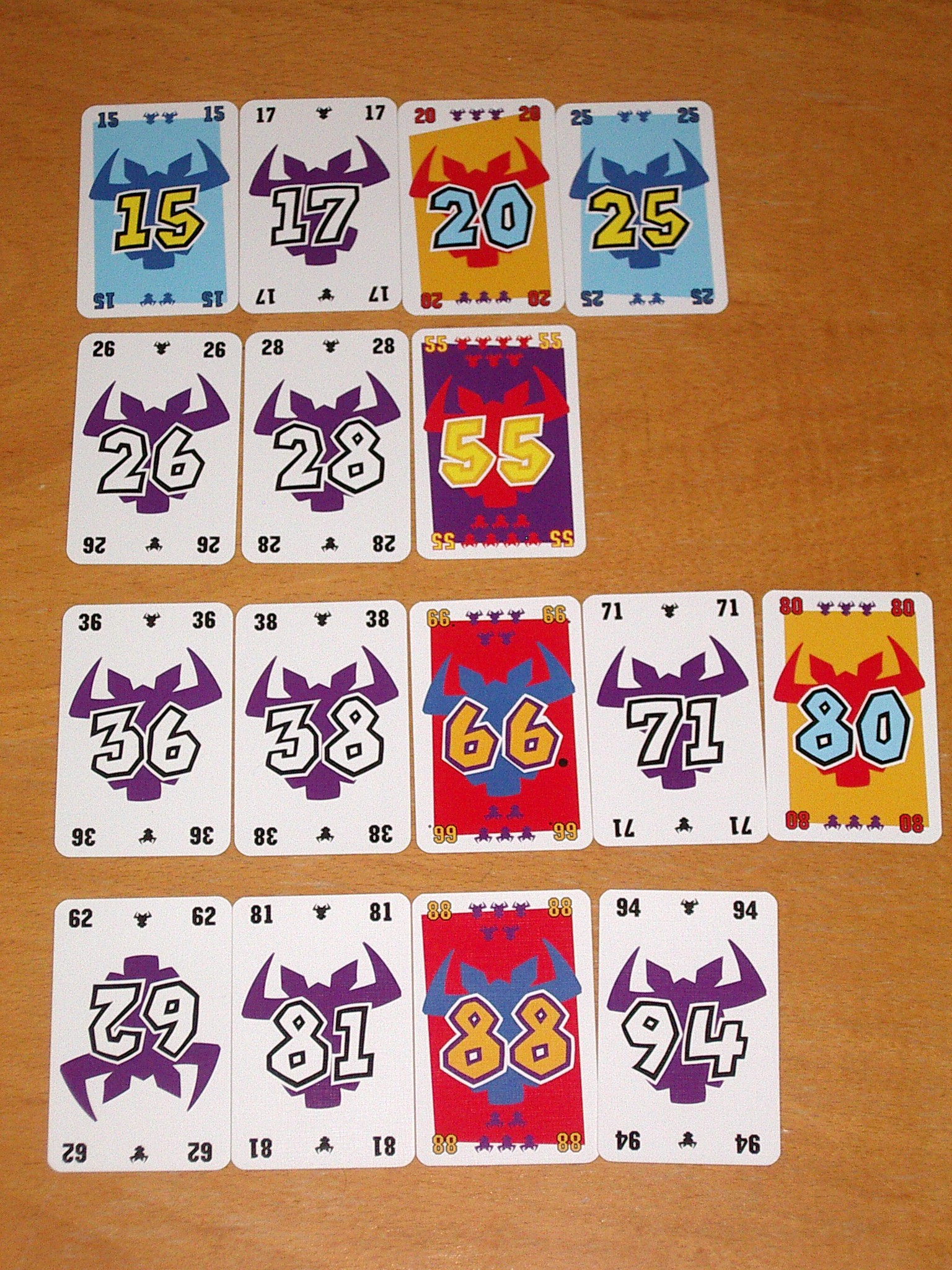
Un juego típico de 6 nimmt!

El objetivo del juego es ser el jugador con menos puntos. Para hacer esto, los jugadores deben evitar recoger cartas de penalización.
6 nimmt! se juega con un mazo de cartas especial que tiene un número variable de cabezas de toro. Las tarjetas están numeradas del 1 al 104, cada una otorga 1, 2, 3, 5 o 7 puntos (es decir, cabezas de toro) a la persona que las recoge.
En la baraja hay:
- 1 carta con 7 cabezas de toro—número 55
- 8 cartas con 5 cabezas de toro—múltiplos de 11 (excepto 55): 11, 22, 33, 44, 66, 77, 88, 99
- 10 cartas con 3 cabezas de toro—múltiplos de diez: 10, 20, 30, 40, 50, 60, 70, 80, 90, 100
- 9 cartas con 2 cabezas de toro—múltiplos de cinco que no son múltiplos de diez (excepto 55): 5, 15, 25, 35, 45, 65, 75, 85, 95
- 76 cartas con 1 cabeza de toro—el resto de las cartas del 1 al 104

### Preparación
Se reparten diez cartas a cada jugador.
Cuatro cartas se descubren y se colocan sobre la mesa formando una línea vertical.

### Jugabilidad
En cada turno, cada jugador selecciona una carta para jugar y la pone boca abajo sobre la mesa. Cuando todos los jugadores han seleccionado una carta, las cartas se descubren.
Empezando por la carta de menor valor, y continuando en orden creciente, cada jugador deberá poner su carta al final de una de las cuatro filas de la mesa, siguiendo estas reglas:
- La carta debe colocarse en una fila en la que la última carta tenga un valor más bajo que la carta que está a punto de jugarse.
- La carta debe colocarse en la fila donde la última carta es la más cercana en valor a la carta que está a punto de jugarse (si su carta es 33, colóquela al lado del 30, no del 29, por ejemplo)
- Si la fila donde se debe colocar la carta jugada ya contiene 5 cartas (la carta del jugador es la 6), el jugador debe reunir las 5 cartas en la mesa, dejando solo la sexta carta en su lugar para comenzar una nueva fila. Las cartas reunidas deben tomarse por separado y nunca mezclarse con las cartas de la mano. La suma del número de cabezas de toro en las cartas reunidas se calculará al final de la ronda.
- Si la carta jugada es más baja que todas las últimas cartas presentes en las cuatro filas, el jugador debe elegir una fila y juntar las cartas en esa fila (generalmente la fila con la menor cantidad de cabezas de toro), dejando solo la carta jugada en la fila.

Las cartas de todos los jugadores se juegan siguiendo estas reglas, desde la carta de jugador más baja hasta la más alta.
Al final del turno, cada jugador selecciona una nueva carta para jugar; esto se repite durante 10 turnos hasta que se jueguen todas las cartas de la mano.

### Fin del juego
Después de los 10 turnos, cada jugador cuenta las cabezas de toro en las cartas recogidas de la mesa durante la ronda. La puntuación de cada jugador se anota en un papel y comienza una nueva ronda.
El juego termina cuando un jugador recolecta un total de 66 o más cabezas de toro. El ganador es el jugador que ha recogido la menor cantidad de cabezas de toro.

## Variaciones

### 6 nimmt! Taktik / ¡Toma 6! – Tácticas
Para hacer el juego más complejo, si hay menos de 10 jugadores, antes de comenzar, retire del mazo las cartas superiores a 10n + 4 (donde n es el número de jugadores). Por ejemplo, con 5 jugadores usarás solo las cartas del 1 al 54, excluyendo las cartas del 55 al 104, con 7 jugadores solo se usan las cartas del 1 al 74. Las demás reglas no se modifican.
Esta variación es más estratégica que las reglas básicas ya que es posible saber qué cartas ya se jugaron y cuáles están disponibles para otros jugadores.

### 6 nimmt! Logik / ¡Toma 6! – Lógica
Se aplican las mismas reglas que en la variante anterior, pero antes de que comience el juego, todas las cartas se colocan boca arriba sobre la mesa. A partir de un jugador seleccionado al azar y continuando en el sentido de las agujas del reloj, cada jugador elige una carta. Esto continúa hasta que cada jugador tiene 10 cartas. Las 4 cartas restantes se colocan sobre la mesa formando una línea vertical. Las demás reglas no se modifican.

### 6 nimmt! Profi / ¡Toma 6! - Profesional
En esta variante, la carta que se está colocando en ese momento también puede ir a la izquierda de una fila de cartas existente, siguiendo los mismos conceptos: tiene que ser más baja que la carta más a la izquierda en esa fila y tiene que tener el valor más cercano a esa carta. (ejemplo, coloque el 10 a la izquierda del 11 en lugar del 15). No está permitido colocar una carta entre dos cartas existentes de una fila. Si una tarjeta se puede colocar al principio de una fila o al final de otra fila, la tarjeta más cercana (en número) determina dónde irá. Si coloca la sexta carta a la izquierda de una fila, toma toda la fila y deja su carta en su lugar. Esta variación se implementa en línea en BrettspielWelt y hace que el juego sea más impredecible.

### Versión infantil
Esta versión sirve para que los niños entienden números más grandes/más pequeños o para enseñarles el concepto.
- Reparta 15 cartas a cada jugador y colóquelas boca abajo frente a los jugadores.
- Coloque 5 cartas descubiertas sobre la mesa.
- Cada jugador se turna para mostrar la carta superior de su mazo y colocarla según las reglas habituales.
- El juego continua hasta que se jueguen las 15 cartas.
- El ganador es el que tiene la mayor cantidad de puntos.

Enseña a los niños a contar y aprender sobre números más grandes y más pequeños. Es pura suerte, por lo que los niños y los adultos están igualmente emparejados.